# Богдановка (Северо-Казахстанская область)
Богдановка (каз. Богдановка) — упразднённое село в Жамбылском районе Северо-Казахстанской области Казахстана. Входило в состав Благовещенского сельского округа. Исключено из учётных данных в 2024 году.
Код КАТО — 594637200.

## География
Расположено около озера Тулумбай.

## История
Село Богдановское основано в 1896 г. на участке Толубай № 1. В 1902 г. открыта школа.

## Население
В 1999 году население села составляло 242 человека (126 мужчин и 116 женщин). По данным переписи 2009 года, в селе проживало 161 человек (87 мужчин и 74 женщины).

## Известные уроженцы
Кожаберген-жырау (1663–1763) – акын, музыкант, батыр, полководец. В 2002 году в селе на месте захоронения Кожабергена состоялось торжественное открытие мавзолея.